# Vlado Adásek
Vlado Adásek (13. prosince 1972, Senica) je slovenský režisér a scenárista.
Začínal jako herec v divadelním souboru Zádrapky. Na VŠMU v Bratislavě absolvoval studium loutkoherectví a filmové a televizní režie (1998). Jako režisér pracoval v STV a TV Markíza. Je režisérem videoklipů Jany Kirschner (např. Modrá) a skupiny Made II Mate.

## Filmografie
- 2001: Hana a její bratři (režie, herec: Hana)